# 수제천
정읍(井邑) 또는 수제천(壽齊天)은 지금까지 전해 내려오는 향악 중 가장 오래된 곡이다.

## 역사
백제의 가요 '정읍사'의 반주였으나 지금은 독립적인 기악곡으로 연주된다. 작곡자는 알 수 없다. 주로 궁중의 연례악으로 쓰였다. 처용무의 반주악으로도 쓰인다.
'수제천'이라는 이름은 듣는 이에게 '하늘처럼 영원한 생명'이 깃들기를 기원하는 의미이다.
프랑스의 민속음악 경연대회에서 그랑프리를 차지했다.

## 분석
조성은 계면조이며, 악기편성은 향피리, 소금, 대금, 해금, 아쟁, 장구, 좌고(북)이다. 피리, 대금, 해금, 장구, 북이 함께 연주하다가, 피리, 장구, 북이 쉬는 동안 대금과 해금의 이중주가 나오고, 다시 피리가 나오고 이렇게 계속 반복되는 것이다
전곡 연주시간은 약16분 내외이다.

## 같이 보기
- 아악
- 당악
- 향악